# 医師の訪問 (メツーの絵画)
『医師の訪問』（いしのほうもん、露: Больная и врач, 英: The Doctor's Visit）は、オランダ絵画黄金時代の画家ハブリエル・メツーがキャンバス上に油彩で描いた風俗画である。画面上部左側のドアに「G Metsu」という画家の署名が記されている。1767年にパリのJ・ド・ジュリエンヌ (J. de Julienne) のコレクションから入手されて以来、サンクトペテルブルクのエルミタージュ美術館に所蔵されている。

## 作品
医者の訪問という主題は、1660年代のオランダの画家たちにとって人気のあるものであった。とりわけ、ヘラルト・ドウ、フランス・ファン・ミーリス、ヤン・ステーンらは「恋の病」を患うヒロインをまるでパロディのように描いた。

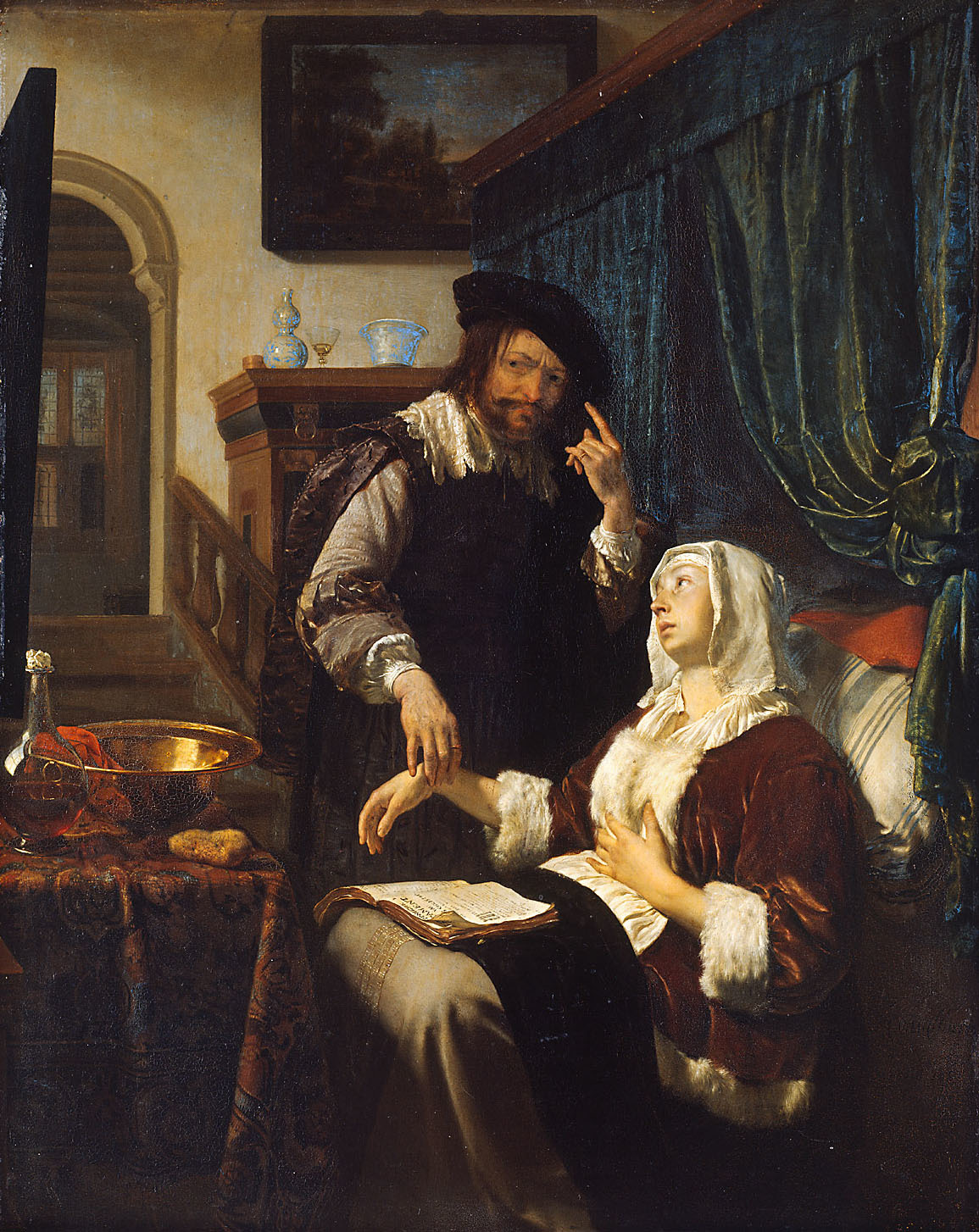
フランス・ファン・ミーリス『医師の往診』 (1657年)、美術史美術館、ウィーン

本作は、裕福な家庭の室内の情景である。椅子にもたれて座る中央の若い女性の顔は青ざめており、その力ない仕草も、恋の苦しみでメランコリーになっていることを示している。黒い服を纏った左側の医者はガラス瓶に入った尿の検体を掲げ、凝視している。一方、右側のテーブルの脇にいる老女 (召使であろうか) は訳知り顔で、診断が下るのを待っている。3人の仕草や身振りは、どれも芝居がかっている。ベッドの天蓋に施されたプットの装飾、壁に掛けられたアブラハムの犠牲を描いた絵画、若い女性の足元にいる犬と室内用便器からは、道徳的なメッセージを読み取ることが可能であろう。
本作は1660年代の制作とされるが、若い女性の服装から判断すると1660-1665年の間に制作されたと考えられる。このことは、油彩の繊細な手法や、女性の衣服、テーブルクロスの見事な質感などの細部からもうかがわれる。